# Cuesta de Miranda
Cuesta de Miranda är en ås i Argentina.   Den ligger i provinsen La Rioja, i den nordvästra delen av landet, 1 100 km nordväst om huvudstaden Buenos Aires.
Omgivningarna runt Cuesta de Miranda är i huvudsak ett öppet busklandskap. Runt Cuesta de Miranda är det glesbefolkat, med 9 invånare per kvadratkilometer.